# Sophie Keetch
Sophie Keetch ist eine britische Fantasyautorin.

## Leben und Werk
Sophie Keetch stammt aus Wales. Sie studierte englische Literatur an der Cardiff University, was sie mit dem Bachelor of Arts abschloss.
Ihr Debütroman Morgan Is My Name war der Auftakt zu einer Trilogie, die die Artuslegende mit Morgan le Fay als Hauptfigur aus feministischer Sicht neu erzählt. Die Reihe erschien zunächst als Hörbuch Original bei Audible, ehe sie von Oneworld Publications in London und Penguin Random House in Kanada gedruckt verlegt wurde. Die englischen Hörbücher werden von Vanessa Kirby gelesen, die deutsche Übersetzung, die ab 2025 bei Audible veröffentlicht wurde, von Pegah Ferydoni. Morgan Is My Name wurde von der Sunday Times unter die besten historischen Romane des Jahres 2023 gewählt und die Hörbuchfassung im Jahr 2022 zum Times Audio Book of the Week.
Sophie Keetch ist verheiratet und hat einen Sohn. Sie lebt in Wales.

## Publikationen
Morgan-Reihe
- Morgan Is My Name. Band 1. Oneworld Publications, London 2023, ISBN 978-0-861-54519-3.
  - Morgan ist mein Name. Übersetzt von Lina Robertz, gelesen von Pegah Ferydoni. Audible, 2025.
- Le Fay. Band 2. Oneworld Publications, London 2024, ISBN 978-0-861-54700-5.
  - Le Fay. Übersetzt von Lina Robertz, gelesen von Pegah Ferydoni. Audible, 2025.